# Josef Kahl (lyžař)
Josef Kahl (31. března 1913, Harrachov - 23. února 1942, Sevastopol) byl československý lyžař, skokan na lyžích. Padl jako německý voják během druhé světové války na východní frontě.

## Sportovní kariéra
Na IV. ZOH v Garmisch-Partenkirchen 1936 skončil ve skocích na lyžích na 29. místě. Závodil za německý klub WSV Harrachov-Nový Svět.